# Маяк острова Боди
Маяк острова Боди (англ. Bodie Island Lighthouse) — маяк на Внешних отмелях в Северной Каролине, стоит на полуострове Боди. Нынешний маяк — третий, стоящий на этом месте. Высота маяка — 48 м. Расположен на внутреннем берегу со стороны залива Роанок-саунд, несколько миль южнее города Нэгс-Хед. 16-й по высоте маяк страны.

## История
Предшественники нынешнего маяка стояли южнее протока Орегон на острове Пи на месте, которое ныне — под водой. Первый маяк был построен в 1847 году, но был заброшен в 1859 году из-за слабости основания. Второй был построен в 1859 году, но разрушен войсками конфедератов во время Гражданской войны, которые опасались, что армия северян воспользуется им как постом наблюдения. Наконец, нынешний маяк был сооружен в 1872 году и оснащён линзой Френеля. В 1932 году на него была поставлена электрическая лампа, питавшаяся от масляного генератора. В 1940 году маяк стал полностью автоматизирован, а с 1953 года подсоединён к электрической сети.